# Montagnes (Elfenbeinküste)
Montagnes ist ein Distrikt der Elfenbeinküste mit der Hauptstadt Man und unterteilt sich in die Regionen Cavally, Guémon und Tonkpi. Der Distrikt liegt im Westen des Landes und grenzt an Guinea und Liberia. Dem Zensus von 2021 zufolge leben im Distrikt 3.027.023 Menschen.
Die Nordgrenze wird zum großenteil durch den Fluss Gouan (Bafing) und die Ostgrenze durch den Sassandra gebildet, die Westgrenze durch den Cestos River und die Südwestgrenze durch den Cavally.